# Oton I. od Chinyja
Grof Oton I. (francuski: Otton Ier de Chiny; 950./955. – 986./987.) bio je francuski plemić; grof Ivoisa koji se obično smatra prvim grofom Chinyja.
Prema teoriji, njegovi su roditelji najvjerojatnije bili francuski grof Adalbert I. Pobožni od Vermandoisa (sin grofa Herberta II. i njegove žene Adele) i njegova supruga, gospa Gerberga od Lotaringije. Imena Otona i Adalberta nalaze se na popisu članova pariške katedrale ("Albertus comes, Girberga comitissa, Harbertus, Otto, Lewultus, Girbertus, Gondrada, Ricardus, Harbertus comes"), što dodatno jača teoriju da je Oton bio Adalbertov sin.
Prema kronici Historia Monasterii Mosomense, Oton je dao podići dvorac u Warcqu 971.
Oton je oženio nepoznatu ženu te je imao samo jedno dijete, sina zvanog Luj.